# Браунвілл (Нью-Йорк)
Браунвілл (англ. Brownville) — місто (англ. town) в США, в окрузі Джефферсон штату Нью-Йорк. Населення — 5842 особи (2020).

## Демографія
Згідно з переписом 2010 року, у місті мешкали 6263 особи в 2400 домогосподарствах у складі 1720 родин. Було 3084 помешкання
Расовий склад населення:
| - 96,8 % — білих - 0,7 % — чорних або афроамериканців - 0,6 % — азіатів - 0,3 % — корінних американців - 0,1 % — вихідців з тихоокеанських островів |

До двох чи більше рас належало 1,3 %. Частка іспаномовних становила 1,4 % від усіх жителів.
За віковим діапазоном населення розподілялося таким чином: 24,8 % — особи молодші 18 років, 62,5 % — особи у віці 18—64 років, 12,7 % — особи у віці 65 років та старші. Медіана віку мешканця становила 40,1 року. На 100 осіб жіночої статі у місті припадало 97,3 чоловіків;  на 100 жінок у віці від 18 років та старших — 95,4 чоловіків також старших 18 років.
Середній дохід на одне домашнє господарство  становив 67 153 долари США (медіана — 55 778), а середній дохід на одну сім'ю — 75 891 долар (медіана — 68 056). Медіана доходів становила 56 008 доларів для чоловіків та 33 571 долар для жінок. За межею бідності перебувало 8,4 % осіб, у тому числі 9,8 % дітей у віці до 18 років та 7,0 % осіб у віці 65 років та старших.
Цивільне працевлаштоване населення становило 2896 осіб. Основні галузі зайнятості: освіта, охорона здоров'я та соціальна допомога — 27,3 %, публічна адміністрація — 13,5 %, роздрібна торгівля — 12,5 %.